# Dirka po Španiji 1946
Dirka po Španiji 1946 (špansko Vuelta a España 1946) je 6. izvedba dirke po Španiji, tritedenske moške cestne kolesarske etapne dirke. Začela se je 7. maja v Madridu in končala 30. maja v Madridu. Sodelovalo je 48 kolesarjev iz štirih držav. Rumeno majico je prvič osvojil Dalmacio Langarica, drugo mesto Julián Berrendero, tretje pa Jan Lambrichs. Zeleno majico je osvojil Emilio Rodríguez.

## Ekipe
- Nizozemska
- Portugalska
- Španija
- Švica

## Etape
| Etapa | Datum   | Štart/Cilj               | Razdalja | Tip     | Tip                  | Zmagovalec                  |
| ----- | ------- | ------------------------ | -------- | ------- | -------------------- | --------------------------- |
| 1     | 7. maj  | Madrid – Salamanca       | 212 km   |         |                      | Joaquín Olmos (ESP)         |
| 2     | 8. maj  | Salamanca – Béjar        | 73 km    |         | posamični kronometer | Miguel Gual (ESP)           |
| 3     | 8. maj  | Béjar – Cáceres          | 141 km   |         |                      | Antonio Andrés Sancho (ESP) |
| 4     | 9. maj  | Cáceres – Badajoz        | 132 km   |         |                      | Ignacio Orbaiceta (ESP)     |
| 5     | 10. maj | Badajoz – Seville        | 218 km   |         |                      | Julián Berrendero (ESP)     |
| 6     | 12. maj | Seville – Granada        | 251 km   |         |                      | Jan Lambrichs (NED)         |
| 7     | 13. maj | Granada – Baza           | 107 km   |         |                      | Dalmacio Langarica (ESP)    |
| 8     | 14. maj | Baza – Murcia            | 178 km   |         |                      | João Lourenço (POR)         |
| 9     | 15. maj | Murcia – Valencija       | 264 km   |         |                      | Alejandro Fombellida (ESP)  |
| 10    | 17. maj | Valencija – Castellón    | 67 km    |         | ekipni kronometer    | Nizozemska                  |
| 11    | 17. maj | Castellón – Tortosa      | 123 km   |         |                      | Alejandro Fombellida (ESP)  |
| 12    | 18. maj | Tortosa – Barcelona      | 215 km   |         |                      | Dalmacio Langarica (ESP)    |
| 13    | 19. maj | Barcelona – Lleida       | 162 km   |         |                      | Delio Rodríguez (ESP)       |
| 14    | 20. maj | Lleida – Zaragoza        | 144 km   |         |                      | Delio Rodríguez (ESP)       |
| 15    | 21. maj | Zaragoza – San Sebastián | 276 km   |         |                      | Delio Rodríguez (ESP)       |
| 16    | 23. maj | San Sebastián – Bilbao   | 207 km   |         |                      | Dalmacio Langarica (ESP)    |
| 17    | 24. maj | Bilbao – Santander       | 226 km   |         |                      | Delio Rodríguez (ESP)       |
| 18    | 25. maj | Santander – Reinosa      | 110 km   |         |                      | Dalmacio Langarica (ESP)    |
| 19    | 26. maj | Reinosa – Gijón          | 204 km   |         |                      | Delio Rodríguez (ESP)       |
| 20    | 28. maj | Gijón – Oviedo           | 53 km    |         | posamični kronometer | Dalmacio Langarica (ESP)    |
| 21    | 28. maj | Oviedo – León            | 119 km   |         |                      | Julián Berrendero (ESP)     |
| 22    | 29. maj | León – Valladolid        | 134 km   |         |                      | Alejandro Fombellida (ESP)  |
| 23    | 30. maj | Valladolid – Madrid      | 200 km   |         |                      | Julián Berrendero (ESP)     |
|       | Skupaj  | Skupaj                   | 3836 km  | 3836 km | 3836 km              | 3836 km                     |

## Končna razvrstitev
| Legenda | Legenda                                  | Legenda | Legenda                                    |
| ------- | ---------------------------------------- | ------- | ------------------------------------------ |
|         | Predstavlja vodilnega v skupnem seštevku |         | Predstavlja vodilnega v gorski razvrstitvi |

### Rumena majica
| Poz. | Kolesar               | Čas          |
| ---- | --------------------- | ------------ |
| 1    | Dalmacio Langarica    | 137h 10' 38" |
| 2    | Julián Berrendero     | + 17' 32"    |
| 3    | Jan Lambrichs         | + 23' 54"    |
| 4    | Manuel Costa          | + 24' 19"    |
| 5    | Delio Rodríguez       | + 45' 04"    |
| 6    | Alejandro Fombellida  | + 46' 09"    |
| 7    | Antonio-Andres Sancho | + 1h 00' 10" |
| 8    | Emilio Rodríguez      | + 1h 03' 45" |
| 9    | José Gutierrez        | + 1h 18' 48" |
| 10   | Joao Rebelo           | + 1h 53' 37" |
| 11   | Georges Aeschlimann   |              |
| 12   | Cipriano Aguirrezabal |              |
| 13   | Bernardo Ruiz         |              |
| 14   | Pastor Rodríguez      |              |
| 15   | Joaquim Olmos         |              |
| 16   | Antonio Martin        |              |
| 17   | Ernest Kuhn           |              |
| 18   | Vicente Miro          |              |
| 19   | José Lopez Gandara    |              |
| 20   | Frans Pauwels         |              |
| 21   | Joaquim Jiménez       |              |
| 22   | Pedro Font            |              |
| 23   | Cees Joosen           |              |
| 24   | Gabriel Palmer        |              |
| 25   | Theo Perret           |              |